# Dipterocarpus geniculatus
Dipterocarpus geniculatus е вид растение от семейство Dipterocarpaceae. Видът е световно застрашен, със статут Уязвим.
Достига на височина до 60 m.

## Разпространение
Видът е ендемичен за остров Борнео. Среща се върху пясъчни и глинести почви.